# Simbabwische Frauen-Cricket-Nationalmannschaft
Die simbabwische Frauen-Cricket-Nationalmannschaft (englisch Zimbabwe women's cricket team, abgekürzt Zimbabwe Women oder Zimbabwe W) ist die Frauen-Nationalmannschaft im Cricket, die Simbabwe auf internationaler Ebene vertritt. Geleitet werden sie vom Zimbabwe Cricket und bestritten im Jahr 2006 ihr erstes internationales Spiel.

## Geschichte
Während das Team der Männer nach der Unabhängigkeit Simbabwes im Jahr 1980 schnell in die Weltspitze vorspielen konnte, wo sie 1992 als Test-Nation aufgenommen wurden, brauchte es beim Frauen-Cricket mehr Zeit bis sich das Team etablieren konnte. Das simbabwische Team bestritt erstmals in der Afrika-Qualifikation 2006 für den Women’s Cricket World Cup 2009 eine internationale Partie gegen Uganda. Daraufhin qualifizierten sie sich unter Kapitänin Julia Chibhabha für den ICC Women’s Cricket World Cup Qualifier 2008, wo sie in der Vorrunde ausschieden. Bei der folgenden Ausgabe belegten sie beim Women’s Cricket World Cup Qualifier 2011 den letzten Platz. Ab 2013 wurde auch im WTwenty20-Format eine Qualifikation für die Weltmeisterschaft ausgetragen und Simbabwe schied beim ICC Women’s World Twenty20 Qualifier 2013 in der Vorrunde aus. In der Qualifikation für die World Twenty20 2016 überstand Simbabwe die Vorrunde, verlor jedoch im Halbfinale gegen Bangladesch. So belegten sie zwar den dritten Platz, scheiterten jedoch knapp an der Qualifikation.
Beim Women’s Cricket World Cup Qualifier 2017 gelang es ihnen, sich in der Vorrunde gegen Thailand durchzusetzen, doch schieden sie nach drei weiteren Niederlagen erneut in der Vorrunde aus. Bei der Afrika-Qualifikation konnten sie sich gegen Namibia durchsetzen. Damit qualifizierten sie sich für den ICC Women’s T20 World Cup Qualifier 2019. Jedoch wurde der simbabwische Verband vor dessen Austragung auf Grund von politischer Einflussnahme suspendiert, womit sie dort nicht antreten konnten.
In der Folge der COVID-19-Pandemie musste das Team eine fast zweijährige Pause absolvieren. Für die Qualifikation für den Women’s Cricket World Cup 2022 war Simbabwe als Ausrichter vorgesehen. Allerdings musste das Turnier nach einer Mutation des COVID19-Viruses vorzeitig abgebrochen werden, womit sie abermals die Qualifikation verpassten. Beim ICC Women’s T20 World Cup Qualifier 2022 unterlagen das Team im entscheidenden Halbfinale gegen Irland und belegten letztendlich den dritten Platz. Beim ICC Women’s T20 World Cup Qualifier 2024 waren sie weniger erfolgreich und schieden erneut in der Vorrunde aus. In der Folge verpassten sie gar die Qualifikation für den Women’s Cricket World Cup Qualifier 2025.

## Internationale Turniere

### Women’s Cricket World Cup
- 1973 Nicht teilgenommen
- 1978 Nicht teilgenommen
- 1982 Nicht teilgenommen
- 1988 Nicht teilgenommen
- 1993 Nicht teilgenommen
- 1997 Nicht teilgenommen
- 2000 Nicht teilgenommen
- 2005 Nicht teilgenommen
- 2009 Nicht qualifiziert (Qualifikation)
- 2013 Nicht qualifiziert (Qualifikation)
- 2017 Nicht qualifiziert (Qualifikation)
- 2022 Nicht qualifiziert (Qualifikation)

### Women’s World Twenty20
- 2009 Nicht teilgenommen
- 2010 Nicht teilgenommen
- 2012 Nicht teilgenommen
- 2014 Nicht qualifiziert (Qualifikation)
- 2016 Nicht qualifiziert (Qualifikation)
- 2018 Nicht qualifiziert (Qualifikation)
- 2020 Nicht qualifiziert (Qualifikation)
- 2023 Nicht qualifiziert (Qualifikation)
- 2024 Nicht qualifiziert (Qualifikation)